# Estrela eruptiva
Uma estrela eruptiva é uma estrela variável que pode passar por aumentos dramáticos e imprevisíveis no seu brilho por alguns minutos. Acredita-se que, assim como as erupções solares, as dessas estrelas se devam à energia magnética armazenada na atmosfera das mesmas. O aumento de brilho ocorre, no espectro eletromagnético, desde raios-X até ondas de rádio. As primeiras estrelas eruptivas (V1396 Cygni e AT Microscopii) foram descobertas em 1924. Entretanto, a mais conhecida é UV Ceti, descoberta em 1948. Atualmente, as estrelas eruptivas similares são classificadas como estrelas variáveis tipo UV Ceti (usando-se a abreviação UV) em catálogos de estrelas variáveis como o Catálogo Geral de Estrelas Variáveis.
A maioria das estrelas eruptivas são anãs vermelhas fracas, embora pesquisa recente tenha indicado que as menos massivas anãs marrons poderiam também ser capazes de gerar erupções. As estrelas variáveis mais massivas RS Canum Venaticorum (RS CVn) são também conhecidas por suas erupções, mas acredita-se que essas sejam induzidas por uma companheira em um sistema binário, que faz com que seu campo magnético fique confuso. Adicionalmente, observou-se que nove estrelas similares ao Sol também tiveram eventos de erupção antes do grande volume de dados de supererupções obtidos pelas observações da sonda Kepler. Foi proposto que o mecanismo para isto é similar ao das variáveis RS CVn, em que as erupções são induzidas por uma companheira, ou seja, um planeta invisível do tipo de Júpiter em uma órbita próxima. 

## Estrelas eruptivas próximas
Estrelas eruptivas são intrinsecamente tênues, mas foram descobertas a distâncias de 1 000 anos-luz da Terra. Em 23 de abril de 2014, o satélite Swift da NASA detectou a mais forte, mais quente e mais duradoura sequência de erupções estelares já vista em uma anã vermelha próxima. A explosão inicial desta série recordista foi até 10 mil vezes mais forte que a maior erupção solar já registrada.

### Proxima Centauri
A estrela mais próxima do Sol, Proxima Centauri, é uma estrela eruptiva que passa por aumentos ocasionais de brilho por causa da atividade magnética. O campo magnético da estrela é criado por convecção em todo o corpo da estrela, e a atividade eruptiva resultante é uma emissão total de raios-X similar à produzida pelo Sol.

### Wolf 359
A estrela eruptiva Wolf 359 é outra vizinha próxima (2,39 ± 0,01 parsecs). Esta estrela, também chamada Gliese 406 ou CN Leo, é uma anã vermelha de classe espectral M6,5, que emite raios-X. Ela é uma estrela eruptiva UV Ceti e tem uma taxa de erupções relativamente alta.
O campo magnético médio tem intensidade de cerca de 2,2 kG (0,2 T), mas isto varia significativamente em intervalos de tempo da ordem de seis horas. A título de comparação, o campo magnético do Sol tem em média 1 G (100 µT), embora possa chegar a 3 kG (0,3 T) em regiões de manchas solares ativas.

### Estrela de Barnard
A Estrela de Barnard é a segunda estrela mais próxima. Pela sua idade de 7 a 12 bilhões de anos, ou seja, consideravelmente mais velha do que o Sol, assumia-se que ela estivesse em repouso em termos de atividade estelar. Entretanto, em 1998 os astrônomos observaram uma intensa erupção estelar, surpreendentemente mostrando que a Estrela de Barnard é uma estrela eruptiva.

### TVLM513-46546
Uma estrela eruptiva de massa muito baixa é TVLM513-46546, que é ligeiramente mais pesada do que o limite inferior para anãs vermelhas.

### 2MASS J1835A
O membro mais massivo da estrela binária 2MASS J1835A, uma estrela tipo M6,5, tem forte atividade em raios-X, indicativo de estrela eruptiva, embora nunca tenha sido observada uma erupção.

## Erupção recordista
A mais poderosa erupção estelar detectada desde dezembro de 2005 pode ter vindo da ativa binária II Peg. Sua observação pela sonda Swift sugeriu a presença de raios-X de alta energia no bem estabelecido efeito Neupert, como visto nas erupções solares.